# Aparell Marconi

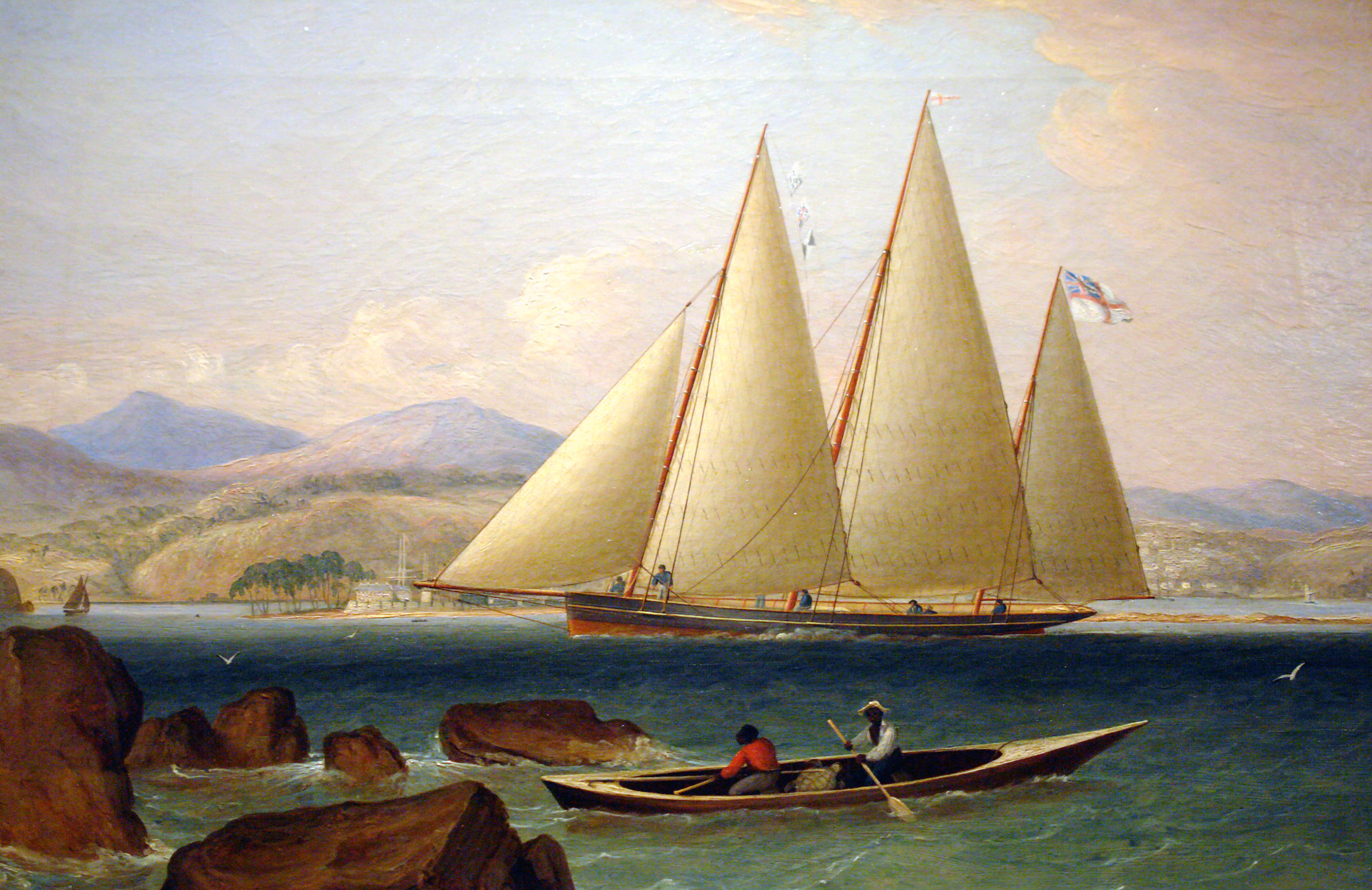
Un sloop de guerra britànic de tres pals i veles bermudianes (circa 1831). La vela major i la vela del trinquet són molt semblants a la vela d'un Patí de vela actual.

Aparell de sloop Marconi. Amb una vela major ("mainsail") i un floc (headsail").

Una vela bermudiana o marconi és una vela aproximadament triangular que s'hissa en un pal per la banda del gràtil. Pot anar amb botavara o sense.
L'aparell bermudià o marconi és el que fa servir veles bermudianes. A més pot dur floc o flocs i altres veles.
El terme "bermudiana" prové de les illes Bermudes, indret geogràfic on foren emprades les veles indicades per primer cop (segons les referències habituals). Probablement diferents tipus de veles triangulars envergades a un pal es van usar en zones i tipus d'embarcacions molt diferents (Vegeu, per exemple, la jangada). Les veles bermudianes actuals però, deuen el seu origen a les veles usades en les illes Bermudes d'ençà el segle xvii.
La denominació "marconi" és més moderna i deriva de l'inventor italià Guglielmo Marconi de forma molt més indirecta. El sistema de telegrafia sense fils de Marconi emprava unes antenes molt altes amb un sistema de cables de subjecció bastant complicat. Alguns iots de regates, encara amb veles cangrees, adoptaren pals d'una peça (o de dues peces unides per testa, sense encavalcament) amb un sistema de cables similar al de les antenes esmentades. I foren denominats, "pals Marconi". Les veles bermudianes posteriors exigien pals d'una sola peça, comparativament més alts que els de les veles cangrees i amb cables del tipus Marconi. I el nom dels pals va passar a les veles (aproximadament cap al 1930). En l'actualitat és més freqüent la denominació de "vela marconi".

## Descripció i detalls
Una vela marconi té una forma aproximadament triangular. Els tres costats són:
- gràtil
- baluma
- pujament

Va envergada en un pal pel costat del gràtil. El puny de pena va fermat a una drissa, que permet hissar i arriar la vela. El puny d'amura, envergat o proper a la part baixa del pal permet rellingar (tensar) la vela. Si hi ha botavara, el pujament pot anar-hi envergat o no. El puny d'escota va fixat a la botavara.
Les veles bermudianes originals prescindien de la botavara. El puny d'escota anava directament a l'escota. Com en els patins de vela actuals.

## Veles Marconi modernes
Algunes veles bermudianes modernes presenten un aspecte molt diferent del senzill sistema original. Porten sabres i tenen un allunament molt pronunciat, acostant-se a la forma el·líptica.

## Origen de la vela bermudiana

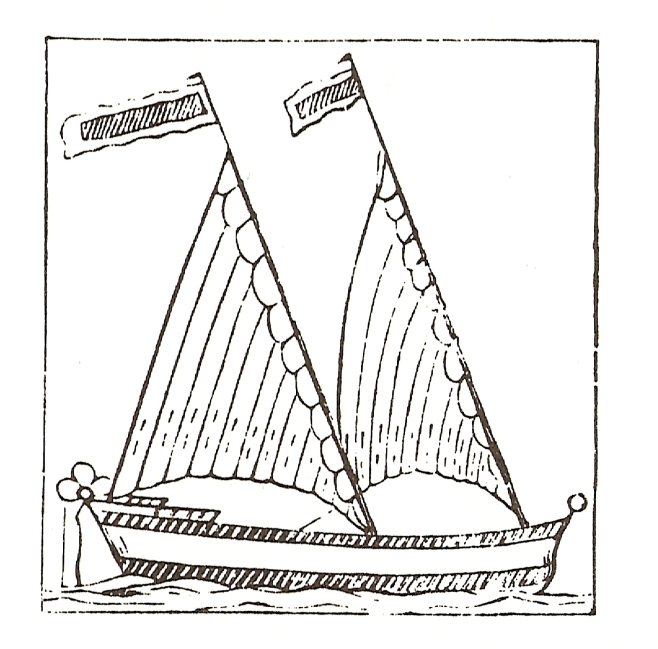
Gravat del d'una embarcació de les illes Bermudes amb veles triangulars.

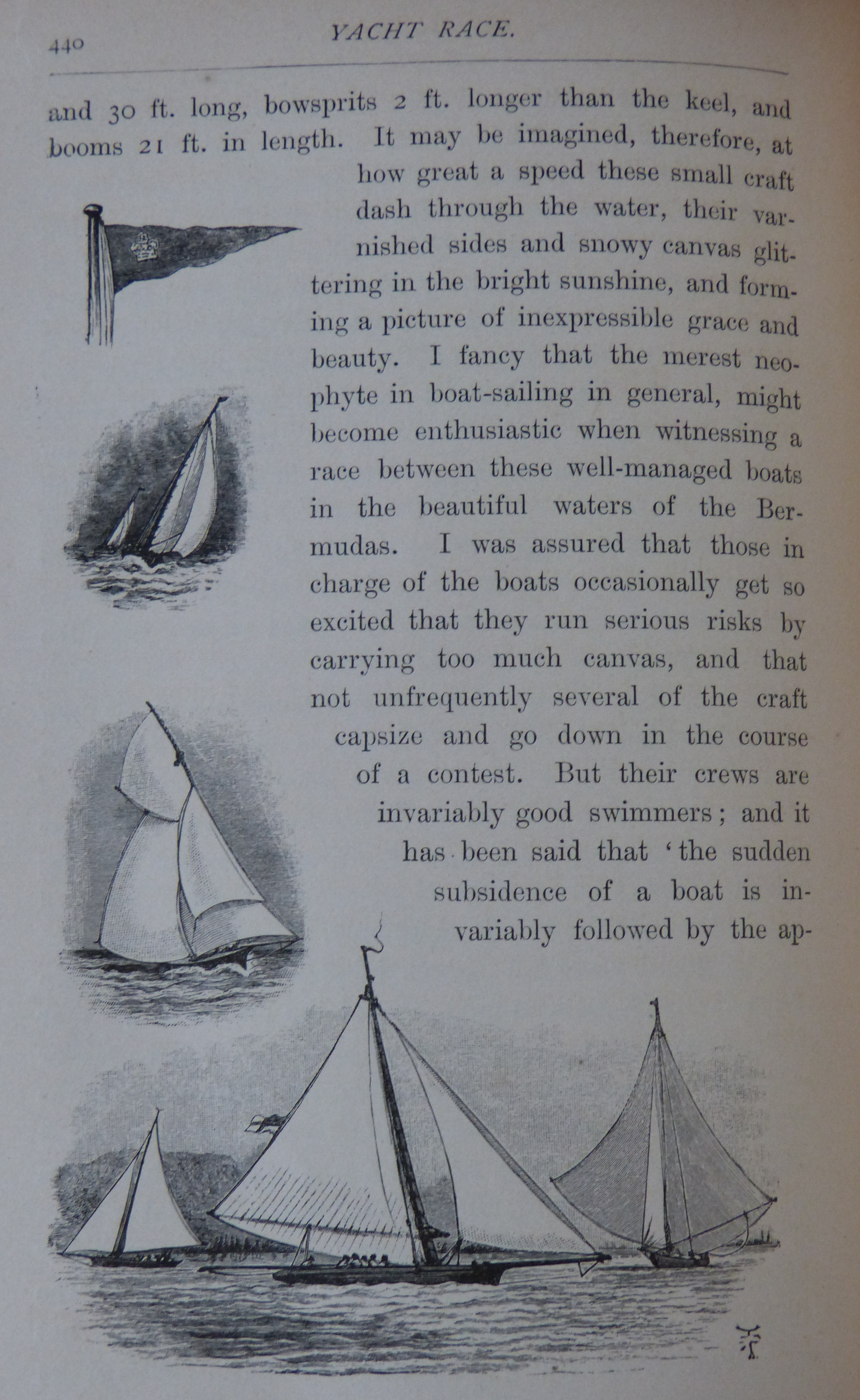
Bermudes vaixells de competició de vela de Anna Brassey 1883

Els orígens exactes de les veles bermudianes no estan gens clars. Sembla que hi havia embarcacions holandeses del segle xvii que usaven aquest tipus d'aparell, amb una mena de veles que els anglesos anomenaven "leg-of-mutton" ("cuixa de xai") per la seva forma triangular que recordava aquesta peça de carn llesta per a ser rostida.
Segons la versió en anglès d'aquest article, l'explorador i aventurer anglès John Smith (capità i soci d'una companyia comercial amb seu a les illes Bermudes) explica el paper fonamental d'un mestre d'aixa neerlandès en la construcció naval de l'arxipèlag. Aquest constructor hauria arribat com a nàufrag, rebent el suport del governador Nathaniel Butler (governador en el període 1619-1622).
L'enginyer naval ("naval architect" en anglès) suec Fredrik Henrik af Chapman va publicar un llibre sobre construcció naval el 1768 que incloïa el dibuix d'un "sloop bermudià". Però aquest sloop estava aparellat de cúter amb vela cangrea. (A les pàgines 218- 220 del tractat hi ha una descripció de la làmina:Núm. 15...en Bermodoos sloop).
Més clara sembla la cita d'un poema de 1671 que descriu embarcacions bermudianes amb veles triangulars ("Amb veles de tres punys sempre surant/ cap vaixell del món amb els de les illes/ en cap punt no se'ls pot comparar"; "With tripple corner'd Sayls they always float, About the Islands, in the world there are, None in all points that may with them compare". John H. Hardie). També sembla indiscutible la imatge del gravat que mostra una barca amb dos pals i veles triangulars. (Vegeu imatge adjunta que caldria identificar i datar amb més precisió).
La vela bermudiana s'explica com una evolució lògica de la vela llatina. Si l'antena es disposa en posició prop de la vertical, amb l'extrem de proa tocant el buc del vaixell, no és difícil de pensar que fixant aquest extrem al vaixell pot suprimir-se el pal que suporta l'antena (que no fa cap funció aerodinàmica).
Sense negar la possibilitat de veles triangulars en els Països Baixos, en les illes Bermudes o altres indrets del món en èpoques anteriors, sembla que les veles triangulars hissades en un pal tiple (d'una sola peça) no es popularitzaren de debò fins a principis del segle xix (circa 1810?). El que sembla indiscutible és que la difusió de l'aparell es feu a partir d'embarcacions de les illes Bermudes.

## Importància de les savines o junípers de les Bermudes
Quan els colons anglesos arribaren a Bermuda hi havia boscos immensos de savines centenàries (Juniperus bermudiana). Aquestes savines bermudianes donen una fusta vermellosa i aromàtica, especialment preuada pels mestres d'aixa en la construcció de vaixells.
Es tracta d'una fusta lleugera però tan forta com la fusta de roure. Pot treballar-se tan bon punt com es talla l'arbre i és resistent als corcs comuns i la floridura.
La baixa densitat de la fusta, i la facilitat de trobar-la en peces llargues i rectes la feien especialment adequada per a la construcció de pals de vaixell.
Coïncidència feliç o conseqüència lògica (l'aparell no es pot construir sense la fusta adequada), l'associació dels junípers i l'aparell bermudià va permetre que es desenvolupés aquest sistema de velam i es propagués per tot el món.
La cara fosca és la destrucció dels boscos per culpa de la qualitat de la fusta. Ja l'any 1627 les autoritats de Bermuda en restringiren l'exportació. Però la demanda i la sobre-explotació no minvaren fins a la generalització dels bucs d'acer. Quan semblava que els boscos es podrien regenerar en part, una pesta per culpa d'un insecte va destruir prop del 95% dels arbres que quedaven.